# 高山岭雀
高山岭雀（学名：Leucosticte brandti）为燕雀科岭雀属的鸟类。分布于中亚山地、喜马拉雅山脉南部以及中国大陆的蒙新区西部、青藏区、西南区等地，多生活于高寒山区以及一般栖息于高寒高原、苔原、草甸草原及山坡草地中。该物种的模式产地位於突厥斯坦。

## 亚种
- 高山岭雀藏南亚种（学名：Leucosticte brandti audreyana）。分布于锡金以及中国大陆的西藏、青海等地。该物种的模式产地在锡金。[3]
- 高山岭雀指名亚种（学名：Leucosticte brandti brandti）。分布于哈萨克斯坦、吉尔吉斯斯坦、塔什干、塔吉克斯坦、印度以及中国大陆的新疆等地。该物种的模式产地在Turkestan。[4]
- 高山岭雀西藏亚种（学名：Leucosticte brandti haematopygia）。分布于克什米尔、拉达克、锡金以及中国大陆的西藏、北抵青海等地。该物种的模式产地在西藏。[5]
- 高山岭雀青海亚种（学名：Leucosticte brandti intermedia）。在中国大陆，分布于甘肃、青海等地。该物种的模式产地在青海布尔汗布达山。[6]
- 高山岭雀南疆亚种（学名：Leucosticte brandti pallidior）。在中国大陆，分布于新疆、青海(、甘肃等地。该物种的模式产地在祁连山西部,西藏北部至青海。[7]
- 高山岭雀疆西亚种（学名：Leucosticte brandti pamirensis）。分布于天山西部、南至帕米尔、阿富汗、克什米尔以及中国大陆的新疆等地。该物种的模式产地在前苏联的Kyzyl-artpass。[8]
- 高山岭雀四川亚种（学名：Leucosticte brandti walteri）。在中国大陆，分布于四川、西藏等地。该物种的模式产地在四川北部松潘。[9]